# Florian Eckert
Florian Eckert nació el 7 de febrero de 1979 en Lörrach (Alemania), es un esquiador que ha ganado 1 Medalla en el Campeonato del Mundo (1 de bronce) y 2 podiums en la Copa del Mundo de Esquí Alpino.

## Resultados

### Campeonatos Mundiales
- 2001 en Sankt Anton am Arlberg, Austria
  - Descenso: 3.º
  - Super Gigante: 17.º
- 2005 en Bormio, Italia
  - Super Gigante: 6.º
  - Descenso: 12.º

### Copa del Mundo

#### Clasificación General Copa del Mundo
- 1999-2000: 130.º
- 2000-2001: 38.º
- 2003-2004: 105.º
- 2004-2005: 67.º